# Aphanamixis cumingiana
Aphanamixis cumingiana là một loài thực vật]] thuộc họ Meliaceae. Đây là loài đặc hữu của Philippines. Chúng hiện đang bị đe dọa vì mất môi trường sống.